# Stefan Junge
Stefan Junge (Lipsia, 1º settembre 1950) è un ex altista tedesco.

## Biografia
All'apice della carriera vinse la medaglia d'argento nel salto in alto alle Olimpiadi di Monaco di Baviera 1972.

## Palmarès
| Anno | Manifestazione  | Sede              | Evento        | Risultato | Misura | Note |
| ---- | --------------- | ----------------- | ------------- | --------- | ------ | ---- |
| 1972 | Giochi olimpici | Monaco di Baviera | Salto in alto | Argento   | 2,21 m |      |